# École de langues Accord
École de langues Accord é uma instituição superior de ensino do francês como língua estrangeira (FLE) criada em 1988. Ela acolhe anualmente mais de 5000 estudantes de 50 nacionalidades diferentes e foi premiada com o selo “Qualidade do Francês como Língua Estrangeira” com o máximo número de estrelas nos 5 campos auditados (recepção, instalações, corpo docente, formação e gestão).

## História
A escola está situada em um edifício tipicamente parisiense nos Grands Boulevards, ao lugar de antigos recintos da cidade. Consiste em uma localização que há muito tempo era chamada de Boulevard do Crime (em francês: Boulevard do Crime) com seu cortejo de teatros, cafés e restaurantes. A modernização e embelezamento da cidade se iniciou no século XIX graças às obras do Barão Haussmann dando nascimento a uma estrutura em rede que faz referência às teorias de urbanização.

## Pedagogia
O objetivo principal da escola é o de confrontar os estudantes às condições e constrangimentos de situações que ocorrem nos domínios variados da vida social, e de desenvolver estratégias de aprendizagem que lhe permitirão transferir para o francês as aptidões de comunicação que eles possuem na língua materna.
A gramática é abordada através de jogos linguísticos, de simulações, de atividades interativas e de exercícios variados durante os diversos momentos da comunicação.

## Conselho de Administração
Diretor Geral: François PFEIFFER